# Hegykő, Győr-Moson-Sopron
Hegykő  este un sat în districtul Sopron, județul Győr-Moson-Sopron, Ungaria, având o populație de 1.441 de locuitori (2011). 

## Demografie
Componența etnică a satului Hegykő
     Maghiari (94,72%)
     Germani (4,15%)
     Necunoscut (0,3%)
     Croați (0,83%)
     Alții (0,3%)
Componența confesională a satului Hegykő
     Romano-catolici (76,27%)
     Fără religie (3,05%)
     Reformați (1,32%)
     Necunoscută (18,04%)
     Alte religii (1,67%)
Conform recensământului din 2011, satul Hegykő avea 1.441 de locuitori. Din punct de vedere etnic, majoritatea locuitorilor (94,72%) erau maghiari, cu o minoritate de germani (4,15%). Apartenența etnică nu este cunoscută în cazul a 0,3% din locuitori.  Din punct de vedere confesional, majoritatea locuitorilor (76,27%) erau romano-catolici, existând și minorități de persoane fără religie (3,05%) și reformați (1,32%). Pentru 18,04% din locuitori nu este cunoscută apartenența confesională.